# Романчук, Николай Николаевич
Николай Николаевич Романчук (25 сентября 1961, Светлый, Калининградская область — 19 апреля 2004) — советский и российский футболист, защитник. Мастер спорта СССР (1983).

## Биография
Начинал играть в футбол в ДЮСШ г. Светлого, первый тренер — Салихов. Выпускник спортинтерната (Ростов-на-Дону, 1976—1978), тренер — В. Н. Гаврилов. Дебютировал в 1979 году в «Ростсельмаше», за два года во второй лиге провёл 68 матчей, забил 4 мяча. В 1980 году перешёл в ростовский СКА, в 1981 году сыграл 30 матчей в высшей лиге, стал обладателем Кубка СССР, в 1982—1983 годах провёл 71 матч, забил один гол. В 1984—1986 годах в составе одесского «Черноморца» сыграл в высшей лиге 71 матч, забил 4 гола. В середине сезона-86 вернулся в «Ростсельмаш», в первой лиге сыграл 35 матчей. Сезон-87 закончил в команде высшей лиги «Гурия» Ланчхути — 13 игр. 1988 год провёл в харьковском «Металлисте», в середине следующего сезона вновь вернулся в «Ростсельмаш». 1991 год провёл в клубах второй и второй низшей лиг АПК Азов и «Старт» (Ейск). В «Старте» начал сезон 1992 года во второй российской лиге, затем перешёл в СКА Ростов-на-Дону. 1993 год отыграл в чемпионате Узбекистана за «Навбахор», профессиональную карьеру закончил в третьей российской лиге, играя за ростовский СКА (1994) и АПК (1995).
Скончался в 2004 году на 43-м году жизни после продолжительной болезни.

## Достижения
- Обладатель Кубка СССР (2): 1981, 1988